# Patrick Gmür

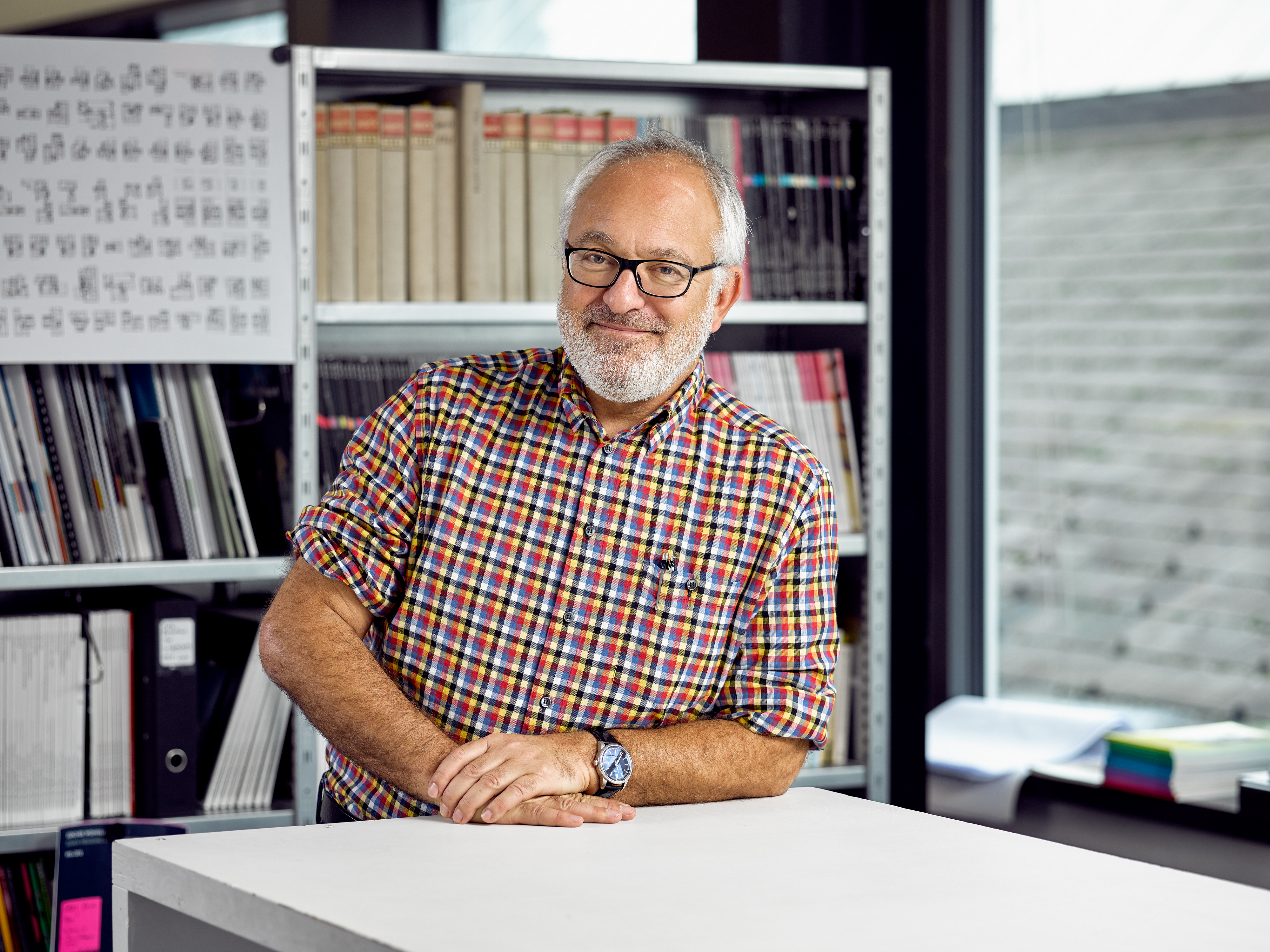
Patrick Gmür, 2016

Patrick Gmür (* 1961 in Luzern) ist ein Schweizer Architekt und Stadtplaner.

## Werdegang
Patrick Gmür führte nach seinem Studium der Architektur an der ETH Zürich von 1989 bis 2009 ein eigenes Architekturbüro in Zürich, bis 1998 zusammen mit Regula Lüscher. Zwischen 1989 und 1991 war Gmür wissenschaftlicher Assistent von Karljosef Schattner an der ETH Zürich. Vom 1. September 2009 bis am 30. September 2016 war Gmür Direktor des Amts für Städtebau der Stadt Zürich. In dieser Funktion trug er die inhaltliche (Mit-)Verantwortung für die Entwicklung und Umsetzung des regionalen Raumordnungskonzepts (ROK), die Gesamtüberarbeitung des regionalen Richtplans, die Teilrevision der Bau- und Zonenordnung (BZO) und die Erstellung des kommunalen Richtplans.
Er gewann zahlreiche Architekturwettbewerbe und machte sich insbesondere mit Wohnungs- und Schulhausbauten im In- und Ausland einen Namen. Im Wohnungsbau und speziell zu den Grundrissen leistete er wesentliche Beiträge zur Zürcher Fachdiskussion.
Neben der Arbeit an diesen Planungsinstrumenten verantwortete Gmür die stadträumliche, städtebauliche und architektonische Begleitung von verschiedenen Stadtgebieten und Arealen. Nach Möglichkeit kamen dabei kooperative Verfahren zum Einsatz, meist mittels Workshops unter Einbezug der Quartierbevölkerung, Studienaufträgen oder Wettbewerben In seinen Zuständigkeitsbereich fielen zudem die Denkmalpflege und Archäologie als wichtige Teile der strategischen Stadtplanung.
Grundpfeiler seiner Planungs- und Entwicklungsarbeit waren die vier städtebaulich relevanten Dimensionen der Nachhaltigkeit «Wirtschaftliche Leistungsfähigkeit», «Haushälterischer Umgang mit Ressourcen», «Gesellschaftliche Teilhabe» und «Baukulturelles Erbe» sowie die qualitätsvolle innere Verdichtung.
Seit Oktober 2016 ist Patrick Gmür wieder Mitinhaber im ursprünglich von ihm gegründeten Architekturbüro «Gmür & Geschwentner AG», das seit dem 1. Januar 2020 zusammen mit «Steib & Geschwentner Architekten AG» und «Jakob Steib Architekten AG» zu «Steib Gmür Geschwentner Kyburz Partner AG» vereint hat. Im November 2016 wurde er zudem zum Vorsitzenden des Städtebaulichen Gestaltungsbeirats von Stuttgart gewählt.

### Preisrichtertätigkeiten
Patrick Gmür juriert überdies Wettbewerbe, etwa zum Stadionneubau Hardturm in Zürich oder zur Entwicklung des SRF-Standorts Zürich Leutschenbach, und hält Vorträge über architektonische und städtebauliche Themen im In- und Ausland.

### Lehrtätigkeit
- 1998: Dozent an der ETH Zürich
- 1998–2008: Professor für Entwurf und Konstruktion an der Fachhochschule Nordwestschweiz
- 2005–2008: Leiter des Instituts für Architektur an der Fachhochschule Nordwestschweiz
- 2017: Gastprofessur am Institut Städtebau an der TU Wien[14]
- 2017: Workshop im Rahmen des MAS Collective Housing, ETH Zürich und Politecnica Madrid[15]
- 2019: Gastprofessur (Ruth and Norman Moore Visiting Professor) an der Sam Fox School des College of Architecture der Washington University in St. Louis (MO, USA)[16]
- 2020: Teacher im Rahmen des Urban Design program’s Global Urbanism Studio an der Sam Fox School des College of Architecture der Washington University in St. Louis (MO, USA)[17]

## Bauten

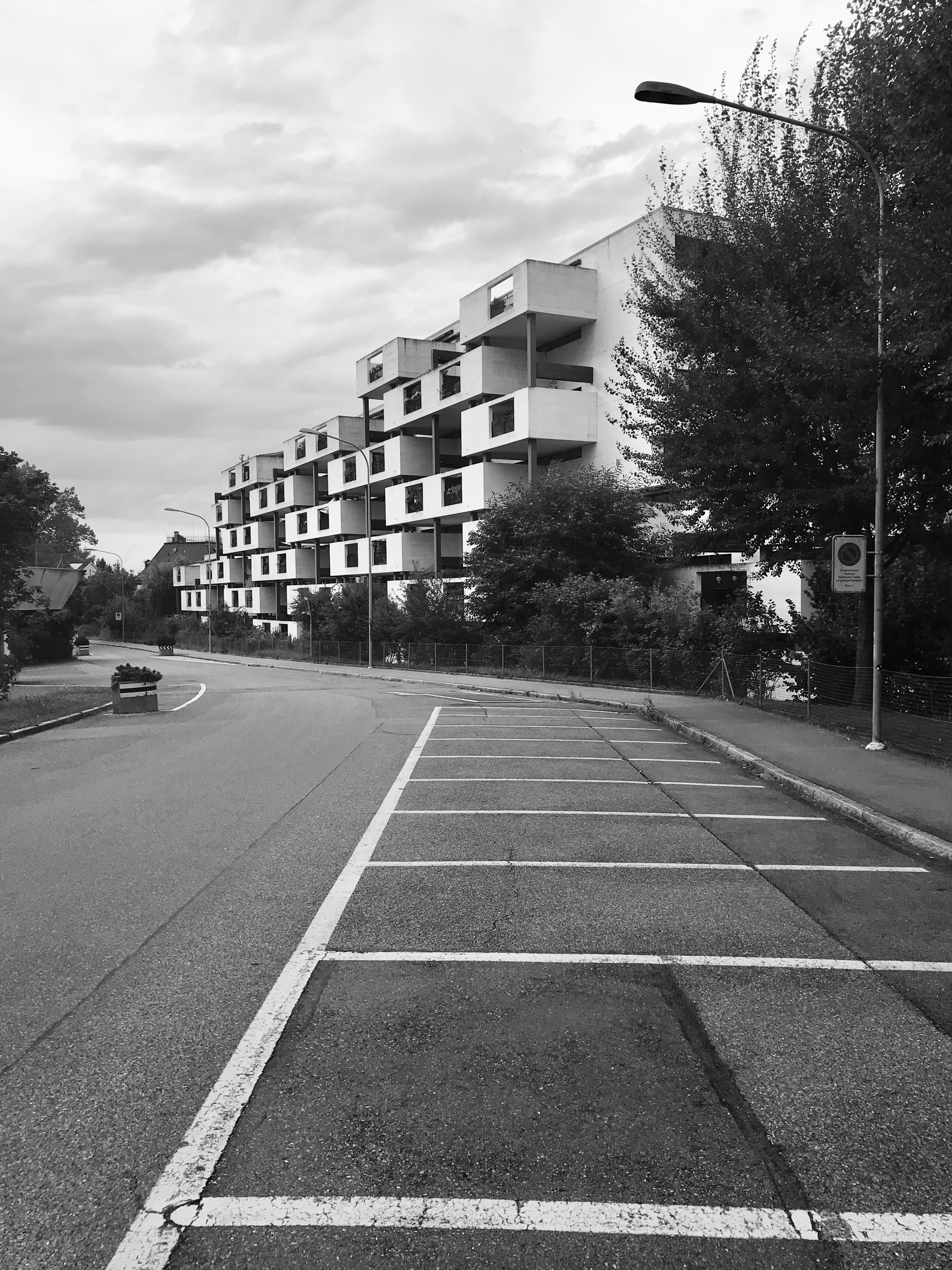
Wohnüberbauung Paul Clairmont-Strasse, Zürich

Zu seinen wichtigsten Werken gehören in Zürich die Wohnüberbauungen James und Paul-Clairmont-Strasse, das Hochhaus «Hard Turm Park» sowie der Umbau und die Erweiterung des Schulhauses Scherr.
- 1993: Ankauf – Caritas-Pirckheimer-Haus, Eichstätt[18]
- 1996–1999: Erweiterung Schulhaus Ahorn, Zürich[19]
- 1997–2003: Umbau, Renovation und Erweiterung Schulhaus Scherr, Zürich[20]
- 2000–2006: Wohnüberbauung Paul-Clairmont-Strasse, Zürich[21]
- 2001–2008: Wohnüberbauung James, Zürich[22]
- 2004–2009: Wohnüberbauung Imbisbühlstrasse, Zürich[23]
- 2005–2008: Dreifamilienhaus Hirschi, Adligenswil[24]
- 2007–2008: Haus mit Brücke, Dreifamilienhaus Steinhofweg, Kriens[25]
- 2007–2014: Hochhaus «Hard Turm Park», Zürich[26]
- 2013–2018: Wohnhäuser für Studierende und das Personal des Universitätsspitals, Zürich[27]
- 2015–2020: Wohnüberbauung am Rietpark, Zürich[28]

## Auszeichnungen und Preise
- 2002: Auszeichnung für gute Bauten in der Stadt Zürich, für Umbau Bürogebäude Susenbergstrasse, Zürich[29]
- 2002: Auszeichnung für gute Bauten in der Stadt Zürich, für Erweiterung und Umbau Schulhaus Ahorn, Zürich[30]
- 2003: Auszeichnung guter Bauten im Kanton Zürich, für Erweiterung und Umbau Schulhaus Scherr, Zürich[31]
- 2006: Auszeichnung guter Bauten im Kanton Zürich, für Wohnüberbauung Paul Clairmont-Strasse, Zürich[32]
- 2009: Architekturpreis Beton, Auszeichnung für Wohnüberbauung Paul-Clairmont-Strasse, Zürich[33]